# عبد الرحمن الأرياني
القاضي الرئيس عبد الرحمن بن يحيى الإرياني، (وُلِد يوم الجمعة 1 جمادى الآخرة 1328هـ / 10 يونيو 1910م - وتوفي ظهر يوم السبت (16 ذو القعدة 1418هـ / 14 مارس 1998م) سياسي يمني، عضو مجلس قيادة الثورة ووزير العدل عام 1962، ثم رئيسا للمجلس الجمهوري 1967 إلى 1974. شارك في مراحل النضال الوطني ضد الإمامة وسُجن.

## حياته

### طفولته وتعليمه
ولد عبد الرحمن الإرياني في قرية أريان عام 1910. كان والده يحيى الإرياني رئيس قضاة المملكة المتوكلية اليمنية وأحد علماء الشريعة البارزين. أما والدته سلوى الإرياني فاشتهرت بجهودها الخيرية في قريتها.
بدأ عبد الرحمن تعليمه في قريته أريان حتى سن السادسة عشرة عندما غادر إلى العاصمة صنعاء للدراسة في مدرستها الشرعية الشهيرة. وبعد سنوات قليلة تخرج وعمل في محكمة الإمام حتى عام 1937 عندما عين قاضياً لأول مرة.

### نسبه
هو عبد الرحمن بن يحيى بن محمد بن عبد الله بن علي بن علي بن حسين بن جابر بن عبد الواحد بن محمد الصديقي الإرياني السيفي اليحصبي. وأمه هي سلوى بنت محمد بن يحيى الإرياني.

## فترة رئاسة الإرياني
بعد انقلاب 5 نوفمبر 1967 على الرئيس عبد الله السلال وصعود الرئيس عبد الرحمن الأرياني، غلب الطابع المدني مع سمات النظام البرلماني على الطابع العسكري وتراجع نسبياً دور الجيش في الحياة السياسية، وأجريت العديد من التعديلات والاستحداثات في الجيش فتغيرت تسمية «اللواء العشرين حرس جمهوري» إلى اللواء العاشر مشاة، وفي نفس الوقت، تم إنشاء القوات الجوية اليمنية، وكان للاتحاد السوفيتي دور مشهود في سرعة تزويد هذه القوة الجديدة بعدد من الطائرات المقاتلة والقاذفة والنقل والطائرات المروحية، كما تم تزويد القوات البحرية بعدد من القطع البحرية متعددة الأنواع والأغراض لتتولى حماية المياه الإقليمية والسواحل اليمنية. تبع ذلك، عقب انتصار القوى الجمهورية، وحصار القوى الملكية لصنعاء الشهير بحصار السبعين، تشكيل لواء العاصفة في منطقة السخنة في الحديدة بقيادة العقيد علي سيف الخولاني، وتم نقله إلى صنعاء في أوائل 1968.
وتشكّلت وحدات عسكرية جديدة هي لواء العمالقة ولواء المغاوير ولواء الاحتياط ولواء أمن القيادة.
دخل العسكريون طرفاً في معارك السياسة ابتداء من الصراع حول إنشاء المجلس الوطني  ، حيث قدمت القوات المسلحة ما عرف بقرارات تصحيح للقوات المسلحة في 1971، والذي شكل بداية انقسام حقيقي في السلطة  وبشكل خاص الخلاف بين مجلس الشورى الذي يسيطر عليه كبار شيوخ القبائل ب93 مقعداً من أصل 159 مقعد  ، مثلت القرارات رد فعل المؤسسة العسكرية تجاه الوضع السياسي والاقتصادي السائد في مطلع السبعينيات الذي اتسم بالفساد وانتشار الرشوة وهيمنة القبيلة على مؤسسات الدولة، وطالب ضباط التصحيح بإيقاف الأموال التي تقدمها الدولة لمشائخ القبائل، وتنقية مجلس الشورى من العناصر التي تسللت إليه، في أغسطس 1971 استقالت الحكومة وبرّر رئيس الوزراء أحمد محمد نعمان استقالة الحكومة لعدم قدرتها على الوفاء بالتزاماتها بسبب استنزاف شيوخ القبائل لميزانية الدولة 
في أكتوبر عام 1972 قامت معارك قصيرة بين الدولتين الجمهورية العربية اليمنية «في الشمال» وجمهورية اليمن الديمقراطية الشعبية «في الجنوب»، توقفت بإتفاق القاهرة في 28 أكتوبر من نفس العام  واتفقوا على عدة خطوات تأسيسية للوحدة تم إلغاء الإتفاقية من قبل شمال اليمن لمخاوف من نهج الاشتراكية المتبع في الجنوب  ، في ديسمبر 1972 استقالة حكومة محسن العيني بسبب مطالبه التي لم يُستجاب لها وهي حل مجلس الشورى الذي يهيمن عليه المشائخ وحل مصلحة شؤون القبائل ووقف ميزانية المشائخ. أما شيوخ القبائل فقد حملوا المجلس الجمهوري ورئيسة القاضي عبد الرحمن الإرياني مسؤولية ما آلت إليه أوضاع البلاد.
كانت الأجواء السياسية في صنعاء 1973 شديدة التوتر، وقد وقف عدد من العسكريين إلى جانب شيوخ قبائل ضد رئيس المجلس الجمهوري القاضي عبد الرحمن الأرياني وقد أجبر على تقديم استقالته في 13 يونيو 1974 إلى رئيس مجلس الشورى عبد الله بن حسين الأحمر الذي أحالها مرفقة باستقالته إلى القوات المسلحة، وتولى السلطة مجلس عسكري مكون من سبعة عقداء برئاسة المقدم إبراهيم الحمدي.

## حركة 5 نوفمبر 1967 التصحيحية
كانت الفترة من أغسطس 1966م حتى نوفمبر 1967م مرحلة خطيرة في تاريخ ثورة سبتمبر؛ ففيها وصل الشرخ في جسم الثورة والنظام الجمهوري إلى مستوى خطير؛ فالاعتقالات والمطاردات طالت كل الجمهوريين المعارضين لسياسات الرئيس السلال؛ بينما كان ستون من كبار الشخصيات السياسية والعسكرية اليمنية معتقلين في السجون المصرية عقاباً على مواقفهم ضد ما يرونه من سياسات غير مجدية في تسيير أمور البلاد ! ولم تتردد السلطة الحاكمة في صنعاء في أن تتورط في تلفيق الاتهامات ضد رجال من أبرز رجال الثورة وتتهمهم بالعمالة والخيانة ثم تقوم بإعدامهم وسحلهم في الشوارع ! وتشرد آخرين في البلاد العربية بحثاً عن الحرية والأمان.
وبعد هزيمة الجيوش العربية في 5 حزيران 1967م؛ كان لابد للقوات المصرية أن تعود إلى مصر، وكان ذلك يعني واقعاً جديداً يحتم على كل المؤمنين بالثورة والجمهورية أن تتراص صفوفهم وتتوحد كلمتهم خلف (قيادة) قادرة على مواجهة الخطر الذي يهدد الثورة والجمهورية، ولا سيما أن (الجيش اليمني) الموجود في ذلك الحين لم يكن في المستوى الذي يمكنه من سد الفراغ الذي تركه المصريون، بالإضافة إلى الانشقاق في الصف الجمهوري وعدم وجود (قيادة) يلتف حولها الجميع وتكون قادرة على مواجهة التطورات الجديدة.. كل ذلك كان يدفع بالأمور في صنعاء نحو التغيير.
في أكتوبر 1967م تدهورت العلاقة بين القيادة المصرية وبين المشير (السلال) والمؤيدين له على خلفية رفض هؤلاء الأخيرين للتعامل مع لجنة السلام العربية التي شكلها مؤتمر القمة العربية في الخرطوم لحل المشكلة اليمنية، إلا أن التغيير كان مطلوباً وصار حتمياً بعد عودة القيادات التاريخية والسياسية والعسكرية من مصر بعد إطلاق سراحها من السجون بعد مناشدات يمنية لم تتوقف ووساطات عربية وبعد اقتناع المصريين بأن السلال لم يعد قادراً على قيادة سفينة الجمهورية بعد رحيلهم.
غادر المشير السلال إلى العراق في زيارة رسمية وبدأ الترتيب لحركة التصحيح بعد مغادرته وتمحورت فكرة التغيير حول اختيار القاضي/عبد الرحمن الارياني رئيساً ليقود البلاد في تلك الفترة الصعبة..
كانت زعامة القاضي الإرياني محل إجماع من كل القائمين على حركة التصحيح لما كان يمثله من دور تاريخي، ومكانة علمية وعقلية حكيمة كانت ضرورية لتجاوز مرحلة الخطر.
تمت حركة 5 نوفمبر 1967 التصحيحية دون صعوبات كبيرة.. وتمت الترتيبات بدقة وتيسرت أمور كثيرة ولا سيما من جهة بعض الوحدات العسكرية التي كانت موالية للمشير/ السلال. كما بارك المصريون الحركة، وكان اهتمامهم منصبّاً على ضرورة عدم حدوث تصدع أو خلاف خطير يستثمره الملكيون.. فيما استمر الموقف السعودي على حاله المعروف والذي تجسد في دعمهم لحصار صنعاء رغم أن الوجود المصري كان قد انتهى وكان هو العذر الذي يبرر به السعوديون دعمهم للحرب ضد النظام الجمهوري.
كان المشاركون في حركة 5 نوفمبر التصحيحية ينتمون إلى تيارات فكرية وسياسية مختلفة ومتناقضة، ولكن كان يجمعهم الولاء للثورة والجمهورية، فمعظم مشايخ القبائل كانوا مؤيدين للتغيير. وكذلك عدد من الضباط البارزين أغلبهم من البعثيين الذين كانت لهم مشاركة كبيرة في تفجير ثورة سبتمبر نفسها، كما تم استمالة قوات المظلات والصاعقة فلم تكن الولاءات الحزبية آنذاك لها دور في التمييز بين المشاركين بسبب الحرص على إنقاذ الثورة والجمهورية، والمجيء بزعامة جديدة تكون محل إجماع الجمهوريين وقادرة على رص صفوفهم بروح قوية وعزيمة صادقة لمواجهة الخطر الذي كان يهدد عاصمة الجمهورية نفسها.
فسقوط صنعاء كان يعني سقوط النظام الجمهوري ونهاية الثورة وتكرار مأساة سقوط الثورة وصنعاء عام 1948م.
نجحت حركة 5 نوفمبر 1967م في السيطرة على البلاد، وتم تشكيل المجلس الجمهوري كقيادة جماعية برئاسة القاضي/عبد الرحمن الإرياني وعضوية الأستاذ/أحمد محمد نعمان والشيخ/ محمد علي عثمان، فيما تولى الأستاذ/ محسن العيني رئاسة الحكومة.

## أول رئيس عربي يقدم استقالته طوعاً لمجلس شورى منتخب
أول رئيس عربي يقدم استقالته طوعاً لمجلس شورى منتخب، وتم إخفاء رسالة الاستقالة وبدلاً عنها تم الإعلان أنه أطيح به في انقلاب أبيض في 13 يونيو / حزيران 1974. وبهذا الإعلان تم إجهاض أول تجربة لأول وآخر رئيس مدني يمني. أنجزت في عهده الكثير من أساسيات الدولة اليمنية الحديثة. له الفضل في المصالحة الوطنية بين الجمهوريين والملكيين والتي أنقذت اليمن من أتون الحرب الأهلية المخيفة. بل إنه أرجع للملكيين الكثير من ممتلكاتهم التي صادرتها الثورة مما عجل في التئام الجراح وإبعاد نزيف الدماء. في عهده تم صياغة أول دستور يمني حديث وانتخاب أول مجلس شورى. كما تم في عهده وضع اللبنات الأساسية للوحدة اليمنية من خلال اتفاقيتي القاهرة وطرابلس.

## خطوة غير معهودة
في خطوة غير معهودة في تاريخ الانقلابات، بخاصة في دول العالم الثالث يتصل الرئيس الشرعي بخصومه ليتسلموا الحكم، هذا ما حدث في واقعة الانقلاب الأبيض على الرئيس عبد الرحمن الإرياني، ثاني رئيس لليمن الجمهوري بعد الرئيس عبد الله السلال.
يقول الشيخ سنان أبو لحوم في شهادته على هذه الواقعة: “اتصل القاضي عبد الرحمن الإرياني بـ إبراهيم الحمدي، فوصل إلى القصر الجمهوري وقال للإرياني: “لا يمكن القبول بالاستقالة، ونحن جنودك، وأنا بيد عمي سنان، وإذا كان هناك مجانين فهذا أبونا أقدر الناس على حل المشاكل، ونحن تحت أوامرك، ولا نريد أن نفرض عليك أي شيء، وفيك الخير والبركة"، فرد الإرياني على إبراهيم الحمدي بالقول: “لا أرضى أن يسفك دم من أجلي وهذه استقالتي”.
توفي في 14 مارس / آذار 1998 بالعاصمة السورية دمشق التي ظلّ مقيما فيها رغم عودته إلى اليمن في شهر سبتمبر/أيلول 1981.

## حياته
عالم أديب، شاعر، تولى القضاء في النادرة في أول أمره ثم أسهم مع الأحرار المناوئين والمعارضين لحكم الإمام يحيى حميد الدين والحاكمين من أولاده نتيجة أعمالهم الظالمة للناس. وقد ندد بأعمال ومظالم الإمام وأولاده بقصيدة مشهورة مطلعها:
إنما الظلم في المعاد ظلام.. وهو للملك معول هدام
ومنها البيت الذي طارت شهرته على ألسن الناس وغدا شاهدا يردد ضد الظلمة عبر تقلبات الزمن.
أنصف الناس من بنيك وإلا.. أنصفتهم من (بعدك) الأيام
وقد كانت هذه القصيدة سبباً في اعتقاله مع رفاقه من الأحرار 1363هـ والسير بهم إلى سجن حجة وأمضى فيه حوالي ثلاثة أعوام ثم أطلق من السجن حتى قتل الإمام يحيى يوم الثلاثاء 7 ربيع الآخر سنة 1367هـ (1948) وخلفه الإمام عبد الله الوزير على رأس حكومة دستورية وعين في إب، فقام بأعمال اللواء وأدارها بحزم ونشاط واستمر حتى سقطت صنعاء في أيدي القبائل الموالية للإمام أحمد بن يحيى حميد الدين ونهبتها. - اعتقل مرة أخرى هو ومن شارك من الأحرار (الدستوريين) وأرسلوا إلى سجون حجة والقيود على أقدامهم والسلاسل تطوق أعناقهم وقد لبث في السجن بضع سنين ثم أفرج عنه.
عينه الإمام أحمد بعدها عضوا في الهيئة الشرعية في تعز، ولم تنقطع صلته بالأحرار، ولكن بحذر وتكتم. - كان لا يفتأ ينصح الإمام أحمد في كثير من الأمور، وله مواقف حميدة مشهورة معه في تحذيره من الإصغاء إلى كلام الوشاة، والمتزلفين الذين يسعون ليضروا بالناس لأغراض دنيئة.
في عام 1955 م (1374) هـ عند تمرد الجيش في تعز استغل العقيد/ أحمد يحيى الثلايا هذا التمرد وجمع العلماء ومنهم القاضي الإرياني لمساندة الحركة في التخلص من الإمام أحمد بتنازله لأخيه/ عبد الله حميد الدين لكن حركته فشلت بعد أيام قلائل، وقتل الإمام أحمد المشتركين في تلك الحركة حتى الذين لم يكن لهم أي دور معروف، وأخرج الأرياني إلى الميدان لإعدامه فلما مثل بين يديه والجلاد ينتظر أمر الإمام لقتله جاء العلامة محمد بن يحيى الذاري وكان حاكم تعز في ذلك الوقت وقال للأمام أحمد قولته الشهيرة «يا ابن حميد الدين قتلت علماء اليمن اتق الله» فصفح عنه الأمام وهذه إرادة الله أن يبقى على قيد الحياة فأمر بالإفراج عنه، وعاد إلى عمله في الهيئة الشرعية.
كان الإمام أحمد يستشيره في قضايا عربية ودولية، كما كلفه بحضور اجتماعات الأمانة العامة لمنظمة المؤتمر الإسلامي.
كان يترأس بعثة الحج حتى قامت الثورة 1962 م (1382هـ) التي أنهت النظام الملكي وأخذت بالنظام الجمهوري.
عين وزيراً للعدل بعد الثورة، ثم عضواً في مجلس قيادة الثورة، ثم عضواً في مجلس الرئاسة. - ترأس وفد الجمهورية في مؤتمر حرض أمام ممثلي النظام الملكي 1965 م -1385هـ ورفض اقتراح المملكة العربية السعودية القاضي باستبدال اسم الجمهورية العربية اليمنية بالدولة الإسلامية اليمنية رغم موافقة الجانب المصري على ذلك.
أدت الأوضاع المتردية بعد الثورة إلى توليه رئاسة المجلس الجمهوري في شعبان سنة 1387هـ الموافق5 تشرين الثاني (نوفمبر) 1967 م بعد أن التفت حوله القلوب المختلفة، والتقت عنده رغبات زعماء اليمن وعلمائها ورؤساء القبائل والعشائر واستطاع بسياسته الحكيمة أن يمسك بدفة السفينة وسط أمواج مضطربة، وعواصف عاتية حتى حقق لليمن السلام، والأمن والاستقرار.
ويذكر القاضي إسماعيل الأكوع أنه سمع من القاضي علي بن محمد الرضي أن الحسن بن الإمام يحيى حميد الدين قال بعد أن بلغه تولى القاضي عبد الرحمن رئاسة الدولة: (الآن يئسنا من العودة إلى اليمن حاكمين" وقال أيضا: أن الإمام يحيى جمع أعيان اليمن وعلمائها ومشائخها في قاعة بها لوحة كتابة (سبورة) وألقى فيهم محاضرة وعند الانتهاء منها أراد أن يختبر ذكاء الحضور فأخذ قلم جص (طبشار) ورسم خطا طويلا عليها وسأل الحضور قائلا: من يفسر لي هذا؟ مشيراً إلى الخط فلم ينبر لهذا من الحضور سوى القاضي عبد الرحمن الإرياني، فأخذ قلم الجص وقطع الخط قائلا: "الأمل طول والأجل عرض". فقال الإمام: قاتلك الله يا إرياني.
قدم استقالته من رئاسة المجلس الجمهوري يوم الخميس 21 جمادي الأولى 1394هـ الموافق 13 حزيران (يونيو) 1974م. وقد ودعه خلَفه والحكومة توديعاً رسمياً في تعز.

## وفاته
بعد انقلاب إبراهيم الحمدي عام 1974، ذهب الإرياني إلى المنفى في سوريا. وتوفي في نهاية المطاف في دمشق ظهر يوم السبت (16 ذو القعدة 1418 هـ / 14 مارس 1998م).

## من آثاره الأدبية والعلمية
- ديوان.. ملحمة من سجون حجة: شعره، شرحه وصححه أحمد عبد الرحمن المعلمي.
- تحقيق مجموعة رسائل في علم التوحيد: محمد إسماعيل الأمير وآخرين تصحيح وإشراف عبد الرحمن الإرياني.
- ترجيع الأطيار بمرقص الأشعار: عبد الرحمن الآنسي تحقيق: عبد الرحمن الإرياني – عبد الله عبد الإله الأغبري.
- تحقيق الأبحاث المسددة في فنون متعددة لصالح بن مهدي المقبلي.